# سیارک ۲۳۳۱۸
سیارک ۲۳۳۱۸ (به انگلیسی: 23318 Salvadorsanchez، نامگذاری:2001BT13) بیست و سه هزار و سیصد و هجدهمین سیارک کشف شده‌است که در ۲۰ ژانویه ۲۰۰۱ کشف شد.
قدر مطلق سیارک برابر ۴۰.۷ است.